# Botryllus magnus
Botryllus magnus is een zakpijpensoort uit de familie van de Styelidae. De wetenschappelijke naam van de soort is voor het eerst geldig gepubliceerd in 1901 door Ritter.